# Thomas Ashby
Thomas Ashby (Staines, 14 ottobre 1874 – Londra, 15 maggio 1931) è stato un archeologo britannico.

## Biografia
Apparteneva a una famiglia borghese del Middlesex, Thomas Ashby era figlio unico di Thomas Ashby (1851-1906), un fabbricante di birra di religione quacchera, e di sua moglie Rose Emma Smith. Dopo aver studiato dal 1887 al 1893 al Winchester College, una prestigiosa istituzione scolastica privata (public school), Ashby frequentò il Christ Church a Oxford dove si laureò nel 1897. Dedicatosi alle studio delle antichità romane, l'anno successivo giunse a Roma con una borsa di studio per la British School at Rome, l'accademia britannica di archeologia, storia e belle arti di cui nel 1903 fu vicedirettore e nel 1906 ne assunse la direzione che mantenne fino al 1924, anno in cui abbandonò l'incarico per dedicarsi allo studio della campagna romana. Nel 1915 indagò il tempio di Xrobb l-Għaġin a Marsa Scirocco. Durante la Prima guerra mondiale fu volontario nella Prima Sezione Ambulanze della Croce Rossa Britannica in Friuli, lavorando come autista di ambulanze presso l'ospedale di Villa Trento di Dolegnano.
Ashby studiò la topografia di Roma e del Lazio, esplorò e descrisse le principali strade di Roma e dei dintorni, ricostruendone l'antico tracciato, pubblicando mappe rinascimentali, illustrando gli antichi monumenti che si incontravano nel loro percorso. Portò a termine il dizionario topografico del Platner, incompiuto per la morte dell'autore, e lasciò manoscritta una monografia, sugli acquedotti di Roma, pubblicata postuma nel 1935. Compì numerosi viaggi in Abruzzo tra il 1901 ed il 1923 durante i quali immortalò le popolazioni, gli usi ed i costumi locali, cogliendo numerose testimonianze per immagini della vita dell'epoca in città come L'Aquila, Chieti, Sulmona e nella Marsica. Famose sono divenute le sue foto che ritraggono la festa dei serpari per San Domenico a Cocullo, o la fiera del bestiame all'Aquila. Collaborò all'Enciclopedia Britannica per la quale redasse numerose voci riguardanti la romanità. Tornato in patria, morì durante un viaggio in treno.
Ashby fu membro di numerose prestigiose accademie: Istituto archeologico germanico (1913), Pontificia Accademia Romana d'Archeologia (1914), Accademia dei Lincei (1918), Royal Institute of British Architects (1922), Accademia di San Luca (1925), Società Romana di Storia Patria (1923) e British Academy (1927).

## Scritti
- Sul vero sito del lago Regillo, Roma: tipografia della R. Accademia dei lincei, 1898; estratto da Rendiconti della R. Accademia dei lincei, Classe di scienze morali, storiche e filologiche, vol. VII, fasc. II, seduta del 20 febbraio 1898
- Un altro panorama di Roma delineato da Antonio Van den Wingaerde, Roma: Tipografia della r. accademia dei Lincei, 1900
- Monte Circeo, Rome: Imprimerie de la Paix de Philippe Cuggiani, 1905
- The Roman Campagna in classical times, London: Ernest Benn Ltd., 1927; traduzione in lingua italiana di Olga Joy, La campagna romana nell'età classica, Milano : Longanesi, 1982
- The Aqueducts of Ancient Rome, Richmond: Ian Archibald, ed. 1902; Oxford: The Clarendon Press, 1935; edizione italiana: Gli acquedotti dell'antica Roma, Roma: Quasar, 1991, ISBN 88-7097-020-5
- A topographical dictionary of ancient Rome, by Samuel Ball Platner, completed and revised by Thomas Ashby, Oxford: Oxford University Press; London: Humphrey Milford, 1929